# 登博維察縣
登博維察縣是羅馬尼亞南部的一個縣。面積4054平方公里，2011年時人口為518,745人，人口密度為每平方公里127人。首府特爾戈維什泰。
下設2市、5镇、82鄉。